# Dag Henriksen
Dag Henriksen (ur. 11 lutego 1928 w Tønsbergu, zm. 1 października 1982) – norweski piłkarz występujący na pozycji obrońcy.

## Kariera klubowa
W swojej karierze Henriksen występował w zespole Eik-Tønsberg.

## Kariera reprezentacyjna
W 1952 roku Henriksen został powołany do reprezentacji Norwegii na Letnie Igrzyska Olimpijskie, zakończone przez Norwegię na pierwszej rundzie. W drużynie narodowej nie rozegrał żadnego spotkania. W latach 1947–1959 występował za to w reprezentacji B.